# Black Celebration
 Black Celebration — п'ятий студійний альбом британського гурту Depeche Mode, що вийшов 17 березня 1986. Black Celebration записаний в «темних» тонах, які Алан Уайлдер також використовував в альбомі  Construction Time Again  . Диск відрізняється вдалою комбінацією електроніки та готичного року. Альбом перевиданий 30 березня 2007 року у Німеччині, а 2 квітня побачило світ міжнародне перевидання.

## Про альбом
Black Celebration - єдиний альбом Depeche Mode, в якому на 5-х піснях («A Question of Lust», «Sometimes», «It Doesn't Matter Two», «World Full of Nothing» та «Black Day») у ролі головного вокаліста виступає Мартін Гор. Інші пісні співав Дейв Гаан . Пісня « Fly on the Windscreen » була видана на стороні B синглу «It's Called a Heart». Гурт вирішив переробити цю пісню (додати нові ефекти і зробити її більш стереофонічною) і видати на «фінальній» версії цього альбому.

## Трек-лист
1. Black Celebration - 4:55
2. Fly on the Windscreen - Final - 5:18
3. A Question of Lust - 4:20
4. Sometimes - 1:53
5. It Doesn't Matter Two - 2:50
6. A Question of Time - 4:10
7. Stripped - 4:16
8. Here Is the House - 4:15
9. World Full of Nothing - 2:50
10. Dressed in Black - 2:32
11. New Dress - 3:42
12. But Not Tonight - 4:15